# Мономицин
Мономицин — антибиотик группы аминогликозидов
1-го поколения. Продуцируется микроорганизмом Actinomyces circulatus var.monomycini.

## Фармакологическое воздействие
Оказывает бактерицидный эффект в отношении аэробных грамотрицательных (Escherichia col), Shigella spp., Klebsiella spp. и пр.) и многих грамоположительных (Staphylococcus spp. и др.) микроорганизмов. Подавляет развитие ряда простейших (Leishmania spp., Entamoeba histolytica, Toxoplasma gondii). Антибиотик не действует на анаэробные микроорганизмы.

## Применение
Воздействует на бактерии, которые вызывают сальмонеллез, бактериальную и амёбную дизентерию, колиэнтерит, кожный лейшманиоз, токсическую диспепсию, острые и хронические инфекции мочевыводящих путей (легкой и средней тяжести без расстройства выделительной функции почек).